# Josep Viadiu i Valls
|  | No s'ha de confondre amb Francesc Viadiu i Vendrell. |

Josep Viadiu i Valls (Igualada, 6 d'abril de 1890 - Ciutat de Mèxic, 23 de desembre de 1973) fou un dirigent sindical de tendència anarcosindicalista i periodista català.

## Biografia
El seu pare era un blanquer benestant i ell va treballar inicialment a la seva adoberia, però de ben jove va abandonar el negoci familiar i es traslladà a Barcelona, on es va dedicar a oficis ben diversos: «[...] yo he hecho de todo: curtidor, oficinista, charlatán de café, colocador de puntos y comas, viajante de emancipación, vendedor de libros, pergeñador de notas y artículos». Cap al 1907 fou detingut per primer cop per la policia i arran de la seva participació en els fets de la Setmana Tràgica de 1909 hagué de fugir a Mazamet (Tarn).
Quan tornà es va vincular un temps al Partit Republicà Radical d'Alejandro Lerroux i el 1913 va ser elegit secretari de la Junta del Centre Radical Igualadí i reelegit l'any següent. El 1914 es va traslladar definitivament a Barcelona, tot i que col·laborà en la vaga dels blanquers d'Igualada de 1915. L’any 1916, va passar dos mesos a la presó Model com a implicat en el comitè organitzador de la vaga general del 18 de desembre.
Un cop a Barcelona deixà als radicals i es va afiliar a la CNT. Va ser-ne secretari de la Federació Nacional d'Adobers i va fer una gran amistat amb Salvador Seguí (amb qui va compartir casa) o Joan Peiró. Durant la vaga general de 1917 formà part del comitè de vaga de la CNT a Barcelona amb Salvador Seguí, Francisco Miranda i Tomás Herreros Miguel. El juny de 1918 participà en el Congrés del Ram dels Blanquers i en el Congrés de Sants de la Confederació Regional del Treball de Catalunya, alhora que col·laborava assíduament a Solidaridad Obrera. A la darreria de 1918, va prendre part en unes gires propagandístiques per Andalusia i Catalunya, per tal de divulgar l'opció cenetista pel Sindicat Únic. El 1919, treballava com a corrector de La Vanguardia.
Arran de la seva participació en la vaga de La Canadenca, el 30 de novembre de 1920 va ser empresonat a la Model i traslladat en el vaixell Giralda per ordre del governador civil de Barcelona a la presó de la Mola a Maó amb 400 sindicalistes més, entre ells Salvador Seguí, Simó Piera i Pagès, Lluís Companys i Martí Barrera i Maresma. El 1922 fou enviat per la CNT a València per tal de continuar la publicació de Solidaridad Obrera. Va participar amb Salvador Seguí, Ángel Pestaña i Joan Peiró en la Conferència de Saragossa, en la qual es va decidir tallar els vincles amb la Comintern i unir-se definitivament a l'AIT. Es va unir amb la valenciana Llibertat Ròdenas, també molt compromesa en l'activisme sindical. Van tenir tres fills, Armand, Hèctor i Ismael.
Durant la Dictadura de Primo de Rivera va estar empresonat vuit mesos i el 1925 treballà com a corrector de l'editorial alemanya Rudolf Mosse Ibérica. El 1926 va mantenir contactes amb Francesc Macià i Estat Català per tal de formar un Comitè Revolucionari, però el fracàs dels fets de Prats de Molló ho va impedir. El maig de 1930 fou un dels sotasignants del manifest polític Inteligencia Republicana, redactat probablement per Rafael Campalans i publicat a L'Opinió en què es preconitzava la República federal. D'altra banda, Viadiu no va voler donar suport al Manifest Trentista d'agost de 1931, a diferència d'amics seus com Pestaña i Peiró.
Durant la Guerra Civil espanyola fou cap del Comitè de Control d'Empreses Col·lectivitzades de la Primera Regió (1936) i director de Solidaridad Obrera a Barcelona (1938). El 1938, per consell del seu amic Rafael Vidiella i Franch, va evacuar els seus fills a l'URSS. Els dos més grans es van integrar en les milícies populars de defensa soviètiques i van morir al setge de Leningrad (1941). Ismael aconseguiria reunir-se amb els seus pares a Mèxic el 1946.
El 1939 se'n va anar cap a França, on fou internat al camp de Sant Cebrià de Rosselló. D'allí va traslladar-se a París i després a Bordeus, d'on Viadiu i Ròdenas marxarien cap a la República Dominicana el 2 de desembre de 1939. El 1941 aconseguiren marxar cap a Mèxic, on treballaria com a corrector de l'editorial UTEHA. Alhora, va dirigir les revistes Estudios Sociales (1945) i Tierra y Libertad, va col·laborar en la represa de Solidaridad Obrera i va escriure a La Humanidad. Més tard treballaria a Talleres Gráficos de la Nación, una societat cooperativa constituïda amb participació estatal. Viadiu va restar-hi fins a la seva jubilació, que va produir-se als 75 anys. En els seus darrers moments treballava en una biografia de Joan Peiró, que tenia gairebé enllestida.

## Obres
Va publicar molts llibres i articles, alguns signats amb el seu nom real i altres amb diversos pseudònims (Juan d’Agramunt, Pep del Noia, Buelna, Hermes...).

### Llibres
AGRAMUNT, Juan d’. Un hombre de acción. Barcelona: Publ. Mundial, [1927] (La Novela del Pueblo, 17).
VIADIU, José. Salvador Seguí («Noy del Sucre»). El hombre y sus ideas. València: Cuadernos de Cultura-XXI, 1930 (reproduït, amb el títol «Nuestro “Noi del Sucre”», a Salvador Seguí. Su vida, su obra. París: Solidaridad Obrera, 1960. Cuadernos Populares, núm. 2).
VIADIU, José. Figuras de la Revolución Española: Salvador Seguí, Noy del Sucre. Toulouse: Universo, 1950 (El mundo al día, 15 desembre 1950, núm. 34).
VIADIU, José. «La pequeña historia», conjunt de 26 articles a Solidaridad Obrera, París, núm. 712 a 820 (intermitents), 13 novembre 1958 a 8 desembre 1960.
VIADIU, José. Chronology of the Spanish civil war and its origins (trans. from the Spanish). New York: The Revisionist Press, 1972.
VIADIU, José i José PEIRATS VALLS: Breve historia de la CNT. Móstoles: Madre Tierra, 1991. És el text de l'entrada «Confederación Nacional del Trabajo» de l’Enciclopedia Anarquista, Mèxic, 1972, volum I.

### Pròlegs
El nazismo al desnudo. Su intervención y ayuda a los facciosos españoles puesta al descubierto por sus propios documentos. Barcelona: Oficina de Propaganda Exterior CNT-FAI, 1938.
SOUCHY, Augustin. Una vida por un ideal. México: Grupo de Amigos de Simón Radowitzky, 1956.
PEIRATS VALLS, José: 15 conferencias breves. México:Subdelegación en Panamá de la Confederación Nacional del Trabajo de España en el exilio, 1946.
VALLINA, Pedro: Mis memorias. Caracas i Mèxic:Tierra y Libertad, [1968-1971]. 2 vol. Pròleg de J. Viadiu al vol. II.
FERRER FARRIOL, Joan: Costa amunt. Elements d’història social igualadina. Choisy-le-Roi: Terra Lliure, 1975. «Com ombra
assimilada» (Ciutat de Mèxic, 1973).

### Traduccions
ALOMAR VILLALONGA, Gabriel. La pena de muerte. Barcelona: Vértice, 1925.
Enciclopedia anarquista. Edición castellana ilustrada, actualizada y renovada con vocablos nuevos. México: Tierra y Libertad, [1972-].

### Articles i col·laboracions
Articles a: Solidaridad Obrera (diverses èpoques), Igualada Radical (Igualada,1912-1915), Acracia (Tarragona, 1918), Fructidor (Tarragona, 1920), Cultura Obrera (Palma, 1922), Lucha Obrera (Barcelona, 1923-1924), Mañana (Barcelona, 1930-1931), Acción (Barcelona, 1931), El Sembrador (Igualada, 1931-1934), Combate (Barcelona, 1934), Catalunya (Barcelona, 1937-1938), Acció Sindical (Valls, 1936-1939), Tierra y Libertad (Mèxic), Estudios Sociales (Mèxic, 1945), Cultura Proletaria (Nova York, 1945), Cenit (Tolosa de Llenguadoc, 1951…), CNT (Tolosa, 1961), Umbral  (París, 1962-1972), Le Combat Syndicaliste (París, 1970-1971), Espoir-CNT (Tolosa, 1963 i més endavant), Frente Libertario (París, 1970), Horizontes, Juventud Libre, Tiempos Nuevos, El Trabajo, etc.
Col·laboració a l’Álbum artístico. Exposición Shum d'Alfons Vila i Franquesa (Shum), Barcelona: Cosmos, 1925.